# Storbritanniens Grand Prix 2019
Storbritanniens Grand Prix 2019, officiellt Formula 1 Rolex British Grand Prix 2019, var ett Formel 1-lopp som kördes 14 juli 2019 på Silverstone Circuit utanför Silverstone i Storbritannien. Loppet var det tionde av sammanlagt tjugoen deltävlingar ingående i Formel 1-säsongen 2019 och kördes över 52 varv.

## Resultat

### Kval
| KR. | Nr | Förare             | Konstruktör               | Q1       | Q2       | Q3       | Grid |
| --- | -- | ------------------ | ------------------------- | -------- | -------- | -------- | ---- |
| 1   | 77 | Valtteri Bottas    | Mercedes                  | 1.25,750 | 1.25,672 | 1.25,093 | 1    |
| 2   | 44 | Lewis Hamilton     | Mercedes                  | 1.25,513 | 1.25,840 | 1.25,099 | 2    |
| 3   | 16 | Charles Leclerc    | Ferrari                   | 1.25,533 | 1.25,546 | 1.25,172 | 3    |
| 4   | 33 | Max Verstappen     | Red Bull Racing-Honda     | 1.25,700 | 1.25,848 | 1.25,276 | 4    |
| 5   | 10 | Pierre Gasly       | Red Bull Racing-Honda     | 1.26,273 | 1.26,038 | 1.25,590 | 5    |
| 6   | 5  | Sebastian Vettel   | Ferrari                   | 1.25,898 | 1.26,023 | 1.25,787 | 6    |
| 7   | 3  | Daniel Ricciardo   | Renault                   | 1.26,428 | 1.26,283 | 1.26,182 | 7    |
| 8   | 4  | Lando Norris       | McLaren-Renault           | 1.26,079 | 1.26,385 | 1.26,224 | 8    |
| 9   | 23 | Alexander Albon    | Scuderia Toro Rosso-Honda | 1.26,482 | 1.26,403 | 1.26,345 | 9    |
| 10  | 27 | Nico Hülkenberg    | Renault                   | 1.26,568 | 1.26,397 | 1.26,386 | 10   |
| 11  | 99 | Antonio Giovinazzi | Alfa Romeo Racing-Ferrari | 1.26,449 | 1.26,519 | 0        | 11   |
| 12  | 7  | Kimi Räikkönen     | Alfa Romeo Racing-Ferrari | 1.26,558 | 1.26,546 | 0        | 12   |
| 13  | 55 | Carlos Sainz Jr.   | McLaren-Renault           | 1.26,203 | 1.26,578 | 0        | 13   |
| 14  | 8  | Romain Grosjean    | Haas-Ferrari              | 1.26,347 | 1.26,757 | 0        | 14   |
| 15  | 11 | Sergio Pérez       | Racing Point-BWT Mercedes | 1.26,649 | 1.26,928 | 0        | 15   |
| 16  | 20 | Kevin Magnussen    | Haas-Ferrari              | 1.26,662 | 0        | 0        | 16   |
| 17  | 26 | Daniil Kvyat       | Scuderia Toro Rosso-Honda | 1.26,721 | 0        | 0        | 17   |
| 18  | 18 | Lance Stroll       | Racing Point-BWT Mercedes | 1.26,762 | 0        | 0        | 18   |
| 19  | 63 | George Russell     | Williams-Mercedes         | 1.27,789 | 0        | 0        | 19   |
| 20  | 88 | Robert Kubica      | Williams-Mercedes         | 1.28,257 | 0        | 0        | 20   |

| Vidare från första kvalrundan ▬▬ Vidare från andra kvalrundan ▬▬ |

107 %-gränsen: 1.31,498
Källor:

### Lopp
| Pos. | Nr | Förare             | Konstruktör               | Varv | Tid              | Grid | P  |
| ---- | -- | ------------------ | ------------------------- | ---- | ---------------- | ---- | -- |
| 1    | 44 | Lewis Hamilton     | Mercedes                  | 52   | 1:21.08,452      | 2    | 25 |
| 2    | 77 | Valtteri Bottas    | Mercedes                  | 52   | +24,928          | 1    | 18 |
| 3    | 16 | Charles Leclerc    | Ferrari                   | 52   | +30,117          | 3    | 15 |
| 4    | 10 | Pierre Gasly       | Red Bull Racing-Honda     | 52   | +34,692          | 5    | 12 |
| 5    | 33 | Max Verstappen     | Red Bull Racing-Honda     | 52   | +39,458          | 4    | 10 |
| 6    | 55 | Carlos Sainz Jr.   | McLaren-Renault           | 52   | +53,639          | 13   | 8  |
| 7    | 3  | Daniel Ricciardo   | Renault                   | 52   | +54,401          | 7    | 6  |
| 8    | 7  | Kimi Räikkönen     | Alfa Romeo Racing-Ferrari | 52   | +1.05,540        | 12   | 4  |
| 9    | 26 | Daniil Kvyat       | Scuderia Toro Rosso-Honda | 52   | +1.06,720        | 17   | 2  |
| 10   | 27 | Nico Hülkenberg    | Renault                   | 52   | +1.12,733        | 10   | 1  |
| 11   | 4  | Lando Norris       | McLaren-Renault           | 52   | +1.14,281        | 8    | 0  |
| 12   | 23 | Alexander Albon    | Scuderia Toro Rosso-Honda | 52   | +1.15,617        | 9    | 0  |
| 13   | 18 | Lance Stroll       | Racing Point-BWT Mercedes | 52   | +1.21,086        | 18   | 0  |
| 14   | 63 | George Russell     | Williams-Mercedes         | 51   | +1 varv          | 19   | 0  |
| 15   | 88 | Robert Kubica      | Williams-Mercedes         | 51   | +1 varv          | 20   | 0  |
| 16   | 5  | Sebastian Vettel   | Ferrari                   | 51   | +1 varv          | 6    | 0  |
| 17   | 11 | Sergio Pérez       | Racing Point-BWT Mercedes | 51   | +1 varv          | 15   | 0  |
| RET  | 99 | Antonio Giovinazzi | Alfa Romeo Racing-Ferrari | 18   | Avåkning         | 11   | 0  |
| RET  | 8  | Romain Grosjean    | Haas-Ferrari              | 9    | Kollisionsskador | 14   | 0  |
| RET  | 20 | Kevin Magnussen    | Haas-Ferrari              | 6    | Kollisionsskador | 16   | 0  |

| Förare och stall som tog poäng ▬▬ |

Källor:

## Poängställning efter loppet
| Position  | 1    | 2    | 3    | 4    | 5    | 6   | 7   | 8   | 9   | 10  | Snabbaste varv |
| Poäng (p) | 250p | 180p | 150p | 120p | 100p | 80p | 60p | 40p | 20p | 10p | 10p            |

| Pos. | Förare             | Stall                     | Poäng |
| ---- | ------------------ | ------------------------- | ----- |
| 1    | Lewis Hamilton     | Mercedes                  | 223   |
| 2    | Valtteri Bottas    | Mercedes                  | 184   |
| 3    | Max Verstappen     | Red Bull-Honda            | 139   |
| 4    | Sebastian Vettel   | Ferrari                   | 123   |
| 5    | Charles Leclerc    | Ferrari                   | 120   |
| 6    | Pierre Gasly       | Red Bull-Honda            | 55    |
| 7    | Carlos Sainz, Jr.  | McLaren-Renault           | 38    |
| 8    | Kimi Räikkönen     | Alfa Romeo Racing-Ferrari | 25    |
| 9    | Lando Norris       | McLaren-Renault           | 22    |
| 10   | Daniel Ricciardo   | Renault                   | 22    |
| 11   | Nico Hülkenberg    | Renault                   | 17    |
| 12   | Kevin Magnussen    | Haas-Ferrari              | 14    |
| 13   | Sergio Pérez       | Racing Point-BWT Mercedes | 13    |
| 14   | Daniil Kvyat       | Toro Rosso-Honda          | 12    |
| 15   | Alexander Albon    | Toro Rosso-Honda          | 7     |
| 16   | Lance Stroll       | Racing Point-BWT Mercedes | 6     |
| 17   | Romain Grosjean    | Haas-Ferrari              | 2     |
| 18   | Antonio Giovinazzi | Alfa Romeo Racing-Ferrari | 1     |

| Pos. | Stall                     | Poäng |
| ---- | ------------------------- | ----- |
| 1    | Mercedes                  | 407   |
| 2    | Ferrari                   | 243   |
| 3    | Red Bull-Honda            | 191   |
| 4    | McLaren-Renault           | 60    |
| 5    | Renault                   | 39    |
| 6    | Alfa Romeo Racing-Ferrari | 26    |
| 7    | Racing Point-BWT Mercedes | 19    |
| 8    | Toro Rosso-Honda          | 19    |
| 9    | Haas-Ferrari              | 16    |